# コンサートツアー 2009 “Eternal Chain”
『コンサートツアー 2009 “Eternal Chain”』（-エターナル・チェイン）は、日本のギタリスト、押尾コータローの6枚目のDVD。2010年3月3日にSME Recordsから発売された。

## 解説
2年7ヶ月ぶり、通算4枚目のライブDVD。2009年発売メジャー9作目のアルバム『Eternal Chain』を受けて9月15日から11月21日まで、全国29公演、延べ約3万人を動員したツアーの10月3日の東京公演・東京国際フォーラムCでのコンサートの模様を中心に、最終公演の翌日に沖縄で収録されたインタビュー映像、ミュージック・ビデオ「Landscape」等収録。

## 収録曲
| #   | タイトル                    | 作詞 | 作曲               | 初出アルバム             |
| --- | --------------------------- | ---- | ------------------ | ------------------------ |
| 1.  | 「絆」                      |      | 押尾コータロー     | Eternal Chain（2009年）  |
| 2.  | 「旅の途中」                |      | 押尾コータロー     | Eternal Chain（2009年）  |
| 3.  | 「渚」                      |      | 押尾コータロー     | Nature Spirit（2008年）  |
| 4.  | 「FIRST LOVE」              |      | 宇多田ヒカル       | Tussie mussie（2009年）  |
| 5.  | 「TIME AFTER TIME」         |      | C.Lauper & R.Hyman | Tussie mussie（2009年）  |
| 6.  | 「Believe」                 |      | 押尾コータロー     | Eternal Chain（2009年）  |
| 7.  | 「Landscape」               |      | 押尾コータロー     | Eternal Chain（2009年）  |
| 8.  | 「日曜日のビール」          |      | 押尾コータロー     | Eternal Chain（2009年）  |
| 9.  | 「Always」                  |      | 押尾コータロー     | Eternal Chain（2009年）  |
| 10. | 「Snappy!」                 |      | 押尾コータロー     | Eternal Chain（2009年）  |
| 11. | 「翼 〜you are the HERO〜」 |      | 押尾コータロー     | Be HAPPY（2004年）       |
| 12. | 「HARD RAIN」               |      | 押尾コータロー     | STARTING POINT（2002年） |
| 13. | 「Big Blue Ocean」          |      | 押尾コータロー     | COLOR of LIFE（2006年）  |
| 14. | 「Earth Angel」             |      | 押尾コータロー     | Eternal Chain（2009年）  |
| 15. | 「楽園」                    |      | 押尾コータロー     | Eternal Chain（2009年）  |

### VIDEO CLIP
| #  | タイトル      | 作詞 | 作曲           | 初出アルバム            |
| -- | ------------- | ---- | -------------- | ----------------------- |
| 1. | 「Landscape」 |      | 押尾コータロー | Eternal Chain（2009年） |